# Knauber Unternehmensgruppe
Die Carl Knauber Verwaltungsgesellschaft mit beschränkter Haftung ist die Konzernmutter der Unternehmensgruppe Knauber, eines mittelständischen Unternehmens mit Sitz in Bonn. Das 1901 gegründete Familienunternehmen wird mittlerweile in der vierten Generation geführt und befasst sich primär mit dem Energiehandel.

## Unternehmensstruktur

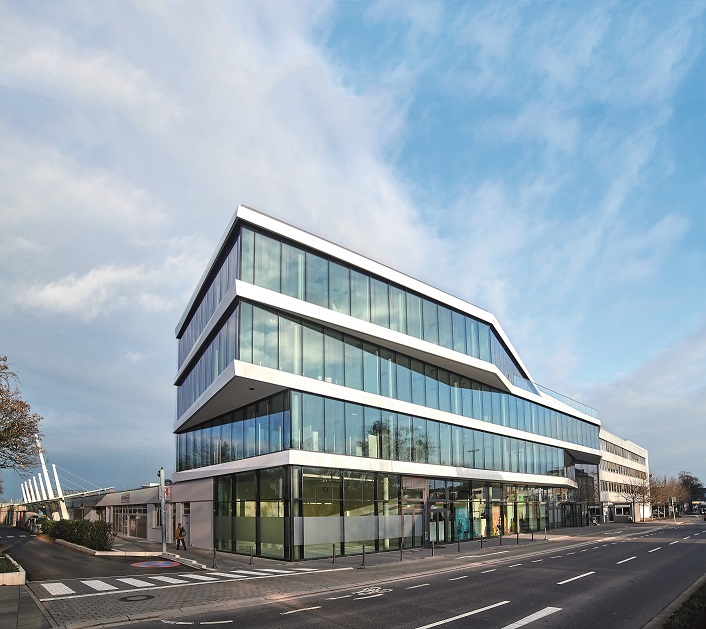
Knauber-Unternehmenszentrale Bonn 2018

Unter der Carl Knauber Verwaltungs-GmbH als Konzernmutter und höchster Konsolidierungsebene existiert die Carl Knauber Holding GmbH & Co. KG, wiederum darunter die operativen Tochtergesellschaften:
- Knauber Mineralöl GmbH & Co. KG vertreibt Heizöl, Kraftstoffe sowie Auto- und Industrieschmierstoffe für Privat- und Gewerbekunden. Darüber hinaus führt Knauber Mineralöl Tankstellen und Waschanlagen in der Region Köln/Bonn.
- Knauber Gas GmbH & Co. KG vertreibt Tankgas, Flaschengas, Autogas und ist im Handel von Propan, Butan und Holzpellets tätig.
- Knauber Erdgas GmbH  handelt mit Erdgas und Strom für Privat- und Gewerbekunden. Gestartet als Teil der Carl Knauber Holding GmbH ist Knauber Erdgas seit 2013 eine eigenständige GmbH innerhalb der Unternehmensgruppe Knauber.
- Knauber Contracting GmbH bietet Energieeffizienz-Lösungen für Großkunden, darunter Wärme-, Kälte- und Lichtkonzepte sowie die Übernahme der Anlagen-Betriebsführung.

## Geschichte

1901 wird die Firma Gebrüder Knauber gegründet und die Söhne bauen so den elterlichen Handel von 1880 aus.

1880 gründeten Anna und Michael Knauber einen Kolonialwarenladen in Bonn-Endenich und verkauften dort Haushaltswaren, Futtermittel und Brennstoffe. 1901 übernahmen die Söhne Karl und Josef das elterliche Geschäft und gründeten die Firma „Gebrüder Knauber“. 1923 nahm Knauber die erste Tankstelle im Rheinland unter dem Namen „Westtank“ in Betrieb. 1951 stieg das Unternehmen unter Carl Ernst Knauber in der dritten Familiengeneration in das Flüssiggas-Geschäft ein. Das Energieangebot wurde 1954 um Heizöl erweitert. 1960 folgten die Expansion des Treibstoffhandels und der Ausbau des Tankstellennetzes. 1968 eröffnete Knauber den ersten Hobbymarkt in Bonn. In den 1970er, 1980er und 1990er Jahren entwickelte sich daraus das Filialnetz der Knauber Freizeitmärkte in der Region Köln/Bonn. Ab 1990 wurde der Vertrieb von Flüssiggas in Ostdeutschland (bis 1997) und später auch in Kroatien (bis 2004) und in Polen (bis 2010) aufgebaut. 1990 trat mit Ines Knauber-Daubenbüchel die vierte Generation in das Unternehmen ein und übernahm 2000 als geschäftsführende Gesellschafterin die Gesamtleitung des Unternehmens. 2001 wurde die Holdinggesellschaft Carl Knauber Holding GmbH & Co. KG gegründet und sukzessive wurden Knauber Mineralöl, Knauber Gas und Knauber Freizeit als eigenständige Tochtergesellschaften der Holding etabliert. 2005 erfolgte die Gründung von Knauber Contracting, 2009 die Eröffnung der Estella KochLust Filiale in Köln. Es folgte die Erweiterung der Energiesparte mit dem Angebot von Erdgas für Privat- und Gewerbekunden. Seit 2013 betreiben Knauber Freizeit und Estella KochLust Onlineshops. 2013 eröffnete Estella KochLust eine zweite Filiale in Münster. 2015 erweiterte Knauber das Produkt-Portfolio um Strom aus 100 Prozent Wasserkraft. Die zwei Filialen von Estella KochLust in Köln und Münster sowie der Online-Shop stellten im Juli 2016 ihr operatives Geschäft ein.
Ende März 2020 gab die Geschäftsleitung der Knauber KG die Übergabe seiner Märkte an die Schweizer Bauhaus AG zum 1. Juli 2020 bekannt. Die Knauber KG will sich zukünftig auf den Handel und Dienstleistungen im Energiebereich konzentrieren.